# Anton Reinhard Falck
Mr. Anton Reinhard Falck (Utrecht, 19 maart 1777 – Brussel, 16 maart 1843) was een belangrijk staatsman ten tijde van koning Willem I.

## Loopbaan
Falck, lid van de familie Falck, was van 1802-1805 secretaris van het Nederlandse gezantschap te Madrid, daarna was hij gedurende enkele jaren secretaris-generaal bij enkele ministeries.
Bij de Omwenteling van 1813 speelde Falck als kapitein van de Nationale Garde in Amsterdam een belangrijke rol nadat op 14/15 november de Franse gezagsdragers de stad verlieten. Falck vormde een voorlopig bestuur van oudgedienden, zeventien aristocraten met een protestantse of katholieke achtergrond, met Joan Cornelis van der Hoop als voorzitter.
Zelf kreeg hij korte tijd later een positie in het Algemeen Bestuur. Hij werd door soeverein vorst Willem I tot Secretaris van het algemeen bestuur benoemd, een belangrijke politiek-ambtelijke functie, met als eerste opdracht in december 1813 het samenstellen van een grondwetscommissie.
Hij was als één der weinigen voorstander van een samengaan met België, nog voordat dit door het Congres van Wenen opgelegd werd. In 1814 was hij het dan ook, die de Acht Artikelen van Londen opstelde voor het samengaan van België en Nederland.
In 1818 werd hij minister van het 'superdepartement' van Onderwijs, Nationale Nijverheid en Koloniën. Hij voerde een krachtig industriebeleid, vooral in de Zuidelijke Nederlanden, waar hij ook het openbaar onderwijs op poten zette en waar hij trouwde met een Belgische barones. Hij kwam in conflict met Van Maanen en trad af.
Daarna werd hij in 1823 gezant te Londen, het centrum der toenmalige internationale diplomatie. Een jaar later ondertekende hij samen met Hendrik Fagel namens Nederland het Verdrag van Londen van 1824. Na een conflict met de koning over de Belgische kwestie nam hij ook uit deze functie ontslag. In 1839 werd hij nog ambassadeur in Brussel.

## Persoonlijk
Falck was een verlicht denker en onder meer erelid van vrijmetselaarsloge Willem Fredrik. Hij stierf op 16 maart 1843 en werd begraven op Begraafplaats Soestbergen in Utrecht.